# Cobitis battalgili
Cobitis battalgili es una especie de peces de la familia Cobitidae en el orden de los Cypriniformes.